# Neue Kunst Fides

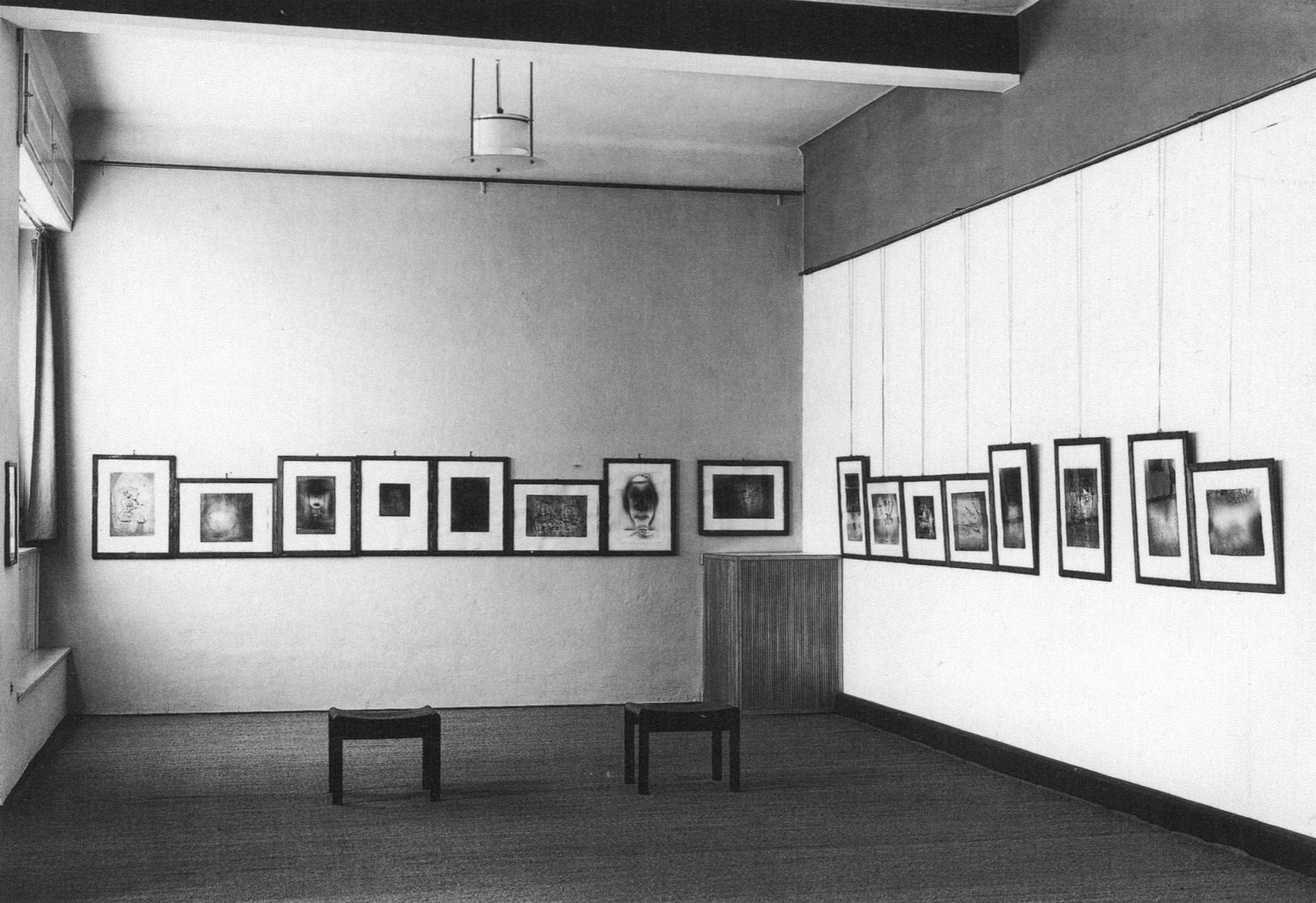
Ausstellung Paul Klee im Juni 1926 in der Galerie Neue Kunst Fides. Raumgestaltung durch Hinnerk Scheper.

Die Galerie Neue Kunst Fides in Dresden wurde 1923 gegründet. Unter der Leitung von Rudolf Probst wurden neuste Werke des Expressionismus und der Abstrakten Malerei präsentiert.
Schwerpunkte lagen bei Emil Nolde und den Bauhaus-Künstlern Lyonel Feininger, Paul Klee, Wassily Kandinsky und László Moholy-Nagy. Gezeigt wurden auch Werke von Otto Dix, Max Beckmann und Oskar Kokoschka, Marianne von Werefkin, sowie Werke von Dresdner Künstlern wie Pol Cassel, Willy Kriegel, Eugen Hoffmann, Wilhelm Rudolph und Christoph Voll. Diesen jungen Künstlern verhalf die Galerie Neue Kunst Fides damit zur Anerkennung. Im Herbst 1933 wurde die Galerie aufgrund von wirtschaftlichen Problemen und politischem Druck geschlossen.

## Geschichte
Bereits um die Jahrhundertwende präsentierten in Dresden die Galerie Arnold und der Kunstsalon Emil Richter neuste Tendenzen im internationalen Kunstgeschehen und leisteten Pionierdienste für die moderne Kunst. Rudolf Probst arbeitete von 1918 bis 1923 als Leiter der modernen Abteilung in der Kunsthandlung Emil Richter. 1923 gründete er zusammen mit den beiden aus sächsischem Adel stammenden ehemaligen Offizieren Rolf von Seydewitz und Eberhard von Haugk die Galerie Neue Kunst Fides als Zweigfirma der „Fides Verwaltungs- und Vermittlungsgesellschaft m.b.H.“. Die Galerie sollte dabei als gemeinnütziges Unternehmen nur insofern kommerziell tätig sein, als es die Wirtschaftlichkeit erfordere. Rudolf Probst verstand sich in erster Linie als Kunstvermittler und erst danach als Kunsthändler.
Im Juni 1923 wurde die Galerie Neue Kunst Fides an der Zinzendorfstraße 2a mit einer Ausstellung von Werken von Emil Nolde eröffnet. Im September 1924 wurde an der Viktoriastraße 24 zusätzlich das „Kabinett am Ferdinandplatz, Abteilung für moderne Wohnkultur“ eröffnet, in dem modernes Kunstgewerbe wie, Möbel, Porzellan, Glas- und Metallarbeiten, Spielzeug, Lampen sowie Produkte vom Bauhaus in Dessau angeboten wurde. Ende Februar 1926 zog die Galerie Neue Kunst Fides in neue und größere Räume an der Struvestraße 6. Die Ausstellungsräume wurden von  Hinnerk Scheper, dem damaligen Leiter der Werkstatt für Wandmalerei im Bauhaus in Dessau, gestaltet.
1928 geriet die Galerie Neue Kunst Fides in eine wirtschaftliche Notlage und erhielt, in Anerkennung der gemeinnützigen Arbeit, während drei Jahren finanzielle Unterstützung aus Stiftungsmitteln der Stadt Dresden sowie aus privater Hand. In dieser Zeit wurde Rudolf Probst alleiniger Besitzer der Galerie. Im Februar 1932 musste die Galerie in kleinere Räume an der Prager Straße 24 umziehen. Über den „Verein Freunde der Galerie Neue Kunst“ wurde die Galerie mit Spenden unterstützt. Dem Verein gehörten zahlreiche bekannte Künstler und Personen aus dem Kunstumfeld an, darunter Karl Albiker, Lyonel Feininger, Hans Hartung, Wassily Kandinsky, Willy Kriegel, Ida Bienert, Kurt Arnhold, Will Grohmann, Wolfgang Balzer und Franz Roh.
Am 1. Mai 1933 wurde Rudolf Probst von der Sturmabteilung SA aufgefordert, die Bestände seiner Galerie innerhalb von 24 Stunden zu vernichten. Dieser Aufforderung folgte Probst nicht, sondern brachte die Kunstwerke in Sicherheit. Er war aber gezwungen, die Galerie Neue Kunst Fides in Dresden im Herbst 1933 aufzulösen.

## Ausstellungen (Auswahl)
- 1923: Juni, Emil Nolde
- 1923: August, Christoph Voll
- 1923: September, Wilhelm Rudolph
- 1923: September, Lyonel Feininger
- 1923: Oktober, Eugen Hoffmann
- 1924: März, Otto Dix
- 1924: September/Oktober, Wassily Kandinsky
- 1925: Marianne von Werefkin
- 1926: April/Mai, László Moholy-Nagy
- 1926: 100 Aquarelle von Paul Klee
- 1926: Oktober, Pol Cassel
- 1926: November, Genja Jonas
- 1926: November, Jussuf Abbo
- 1927: Februar/März, Emil Nolde zum 60. Geburtstag mit 200 Gemälden
- 1927: Juni/Juli, Willi Baumeister, Oskar Schlemmer[4]
- 1928: September/Oktober, Otto Dix
- 1928: Oktober/November, Wassily Kandinsky
- 1929: Januar/Februar, Pol Cassel
- 1929: Mai/Juni, Willy Kriegel
- 1929: Herbstausstellung August Macke
- 1929/30: Hilde Rakebrand
- 1930: Februar, Aquarelle von Paul Klee
- 1930: April, Gedächtnisausstellung Paul Adolf Seehaus
- 1930: Mitte April, Vincent van Gogh
- 1930: Juni, Otto Dix
- 1930: Juli, Dresdner Gruppe „Aktion“ (Ludwig Godenschweg, Otto Griebel, Eugen Hoffmann, Bernhard Kretzschmar, Wilhelm Lachnit, Wilhelm Rudolph)
- 1931: Franz Marc, August Macke, Paula Modersohn-Becker, Oskar Kokoschka, Emil Nolde, Paul Klee, Wassily Kandinsky, Lyonel Feininger, Otto Dix
- 1931: September/Oktober, Reinhold Langner
- 1931: Oktober/November, Willy Kriegel
- 1932: Aquarelle von Emil Nolde (zum 65. Geburtstag), Lyonel Feininger, Franz Xaver Fuhr und Anton Räderscheidt
- 1932: Februar/März, Oskar Kokoschka
- 1932: Fritz Feigler
- 1932: Pablo Picasso
- 1932: September, Paul Klee
- 1932: Oktober/November, Otto Dix
- 1932: November, Wassily Kandinsky
- 1932: Dezember, Hans Theo Richter
- 1933: Mai, Emil Nolde (Skizzenblätter der Südseereise 1913/14) und Ernst Barlach (Plastiken und Druckgraphik)